# All-Ireland Senior Football Championship 1932
L'All-Ireland Senior Football Championship 1932 fu l'edizione numero 46 del principale torneo di calcio gaelico irlandese. Kerry batté in finale Mayo ottenendo l'undicesimo trionfo della sua storia.

## Semifinali
| Dublino 21 agosto 1932 | Kerry | 0-08 – 1-04 | Dublino | Croke Park |

| Cavan 21 agosto 1932 | Mayo | 2-04 – 0-08 | Cavan |  |

### Finale
| Dublino 25 settembre 1932 | Kerry | 2-07 – 2-04 | Mayo | Croke Park (25816 spett.) |